# Baron Clwyd
Baron Clwyd, of Abergele in the County of Denbigh, ist ein erblicher britischer Adelstitel in der Peerage of the United Kingdom.

## Verleihung
Der Titel wurde am 19. Mai 1919 für den liberalen Unterhausabgeordneten Sir John Roberts, 1. Baronet geschaffen. Diesem war bereits am 25. Juli 1908 der fortan nachgeordnete Titel Baronet, of Bryngwenallt in the Parish of Abergele in the County of Denbigh, verliehen worden.
Heutiger Titelinhaber ist seit 2006 sein Urenkel John Roberts als 4. Baron.

## Liste der Barone Clwyd (1919)
- John Roberts, 1. Baron Clwyd (1863–1955)
- Trevor Roberts, 2. Baron Clwyd (1900–1987)
- Anthony Roberts, 3. Baron Clwyd (1935–2006)
- John Roberts, 4. Baron Clwyd (* 1971)

Titelerbe (Heir apparent) ist der Sohn des aktuellen Titelinhabers, John Roberts (* 2006).